# Hamerden
Hamerden is een voormalige havezate in het Nederlandse dorp Westervoort, provincie Gelderland. Anno 2023 is het gebouw in gebruik als restaurant.

## Geschiedenis
De oudste vermelding van Hamerden dateert uit 1434, toen Henrick van Brienen met het huis werd beleend door de heren van de heerlijkheid Lathum. De familie Van Brienen woonde overigens al langer in Westervoort en mogelijk was er reeds in de 14e eeuw sprake van een adellijk huis. In 1445 verkocht Egbert Scocke, de echtgenoot van Henrick’s dochter Griete, het huis Hamerden aan Frank van Wittenhorst, waarna het tot in de 17e eeuw verbonden bleef aan deze familie.
Financieel ging het de familie Van Wittenhorst niet voor de wind. Zo werd er als snel beslag op het huis gelegd door een van de schuldeisers. In 1481 werd zelfs het Doesburgse klooster Mariëngrave met Hamerden beleend, waarschijnlijk vanwege een geldlening die Franck van Wittenhorst bij het klooster had lopen. Uiteindelijk kreeg de familie Van Wittenhorst het huis weer terug in bezit, want in 1525 werd Jacob van Wittenhorst weer met het huis beleend.
In 1583 kreeg Hamerden van graaf Willem IV van den Berghe de status van havezate. Dit was te danken aan Roelof van Wittenhorst: hij had als drost van Huissen de graaf geholpen en kreeg de verheffing tot havezate als beloning. Een van de voordelen van deze nieuwe status was dat de eigenaar geen grondbelasting hoefde te betalen.
Albert van Wittenhorst verkreeg in 1636 het eigendom van Hamerden. Hij moest echter het goed delen met zijn twee zussen, waardoor het verdeeld raakte. Bovendien werden delen van de grond verkocht, zodat er nog maar een derde overbleef van de oorspronkelijke omvang van het landgoed. In 1682 raakte de familie het huis kwijt doordat de erfgenamen van Albert van Wittenhorst het verkochten aan de schuldeiser professor Samuel Tennullius. Via zijn zus kwam Hamerden terecht bij de familie Holtius.
In 1736 werd het huis verkocht aan de stad Arnhem. De handelsroute van Arnhem naar Duitsland liep langs dit huis en mogelijk gebruikte Arnhem dit huis om de route te controleren. In de 19e eeuw verkochten ze het huis echter weer, aangezien de wegen voortaan door de rijksoverheid werden beheerd. Sindsdien was Hamerden in bezit van verschillende families.
Hamerden werd al sinds de 17e eeuw niet meer door de huiseigenaren zelf bewoond. Tot in de 19e eeuw werd het huis verpacht. In 1736 werd het tot een boerderij omgebouwd. Waarschijnlijk is dit gewijzigde gebruik er de oorzaak van dat er nooit sprake is geweest van een siertuin rondom het huis.
In 1961 werd Hamerden gerestaureerd. Nadat het enige tijd leeg had gestaan, raakte het gebouw weer in verval. In 1999 werd het aangekocht door een projectontwikkelaar, maar het duurde tot 2015 voordat met de restauratie kon worden begonnen. Toen het werk gereed was, werd er een restaurant in Hamerden gevestigd.

## Beschrijving
Over het uiterlijk van het middeleeuwse omgrachte huis Hamerden is niets bekend. De oudste afbeeldingen dateren uit de 18e eeuw.
Het hoofdgebouw of voorhuis van Hamerden bestaat uit twee gedeeltes. Het zuidelijke deel is in 1612 gebouwd, maar dateert mogelijk al uit de 16e eeuw. Het noordelijke deel is in 1684 toegevoegd. Beide vleugels worden gedekt door een zadeldak tussen puntgevels. De totale afmeting van het hoofdgebouw is 9 bij 19,25 meter.
Het oude gedeelte had trapgevels, maar die zijn gesneuveld toen het huis in de 18e eeuw verlaagd werd. In het jongere deel van het huis zijn enkele kruisvensters dichtgemetseld, waarschijnlijk om de 19e-eeuwse belasting te ontlopen die was gebaseerd op het aantal ramen en deuren in een gebouw.
Aan de achterzijde is een deel tegen het hoofdgebouw geplaatst.

## Afbeeldingen

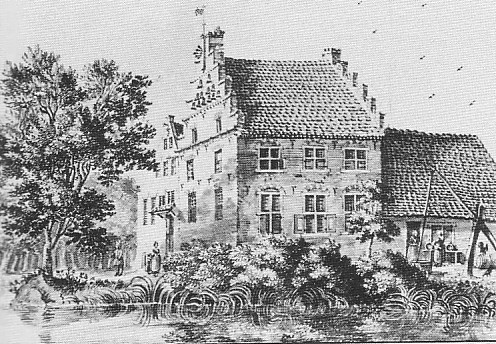
Het Huis Hamerden in 1742, getekend door Jan de Beijer
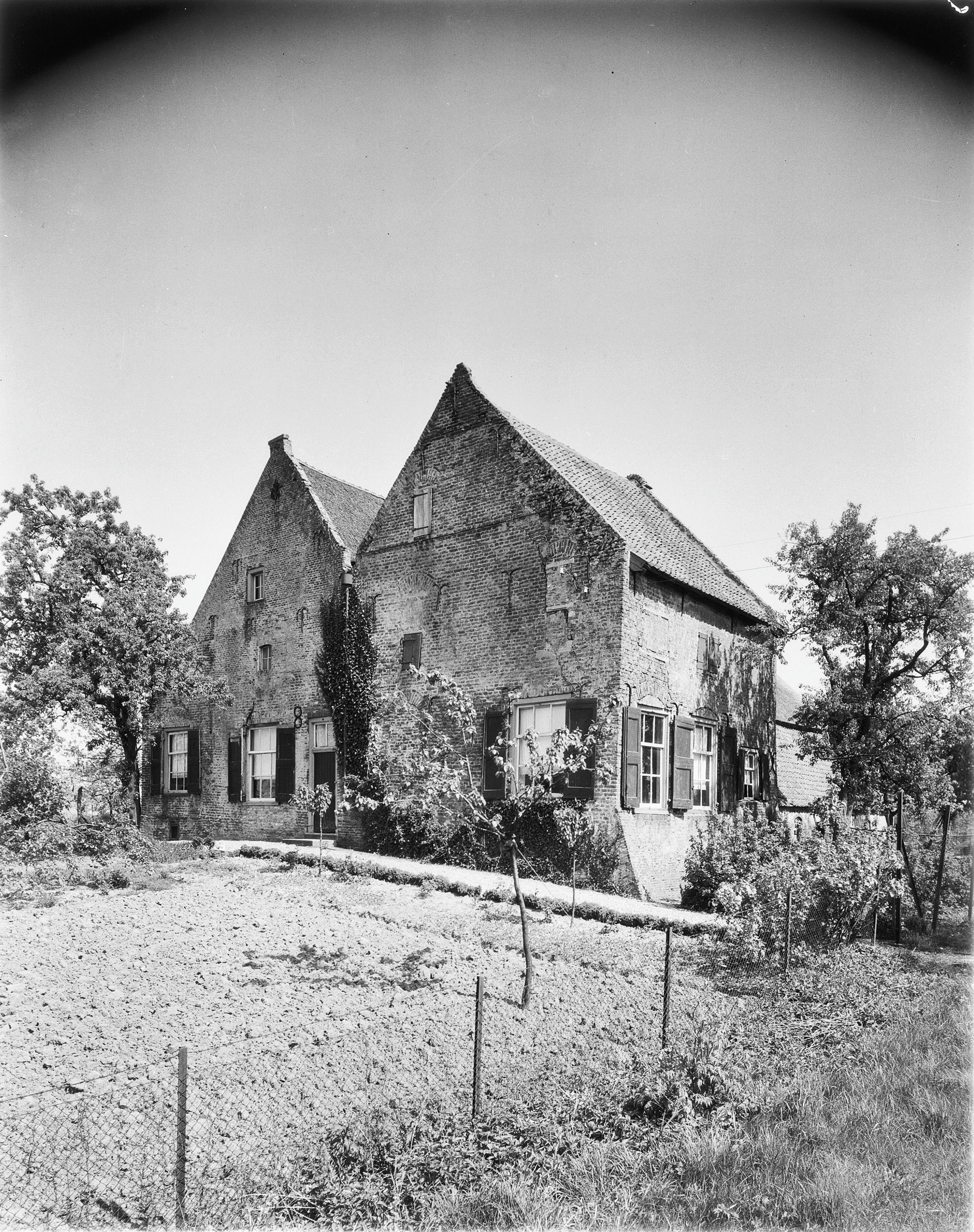
Het Huis Hamerden in 1950
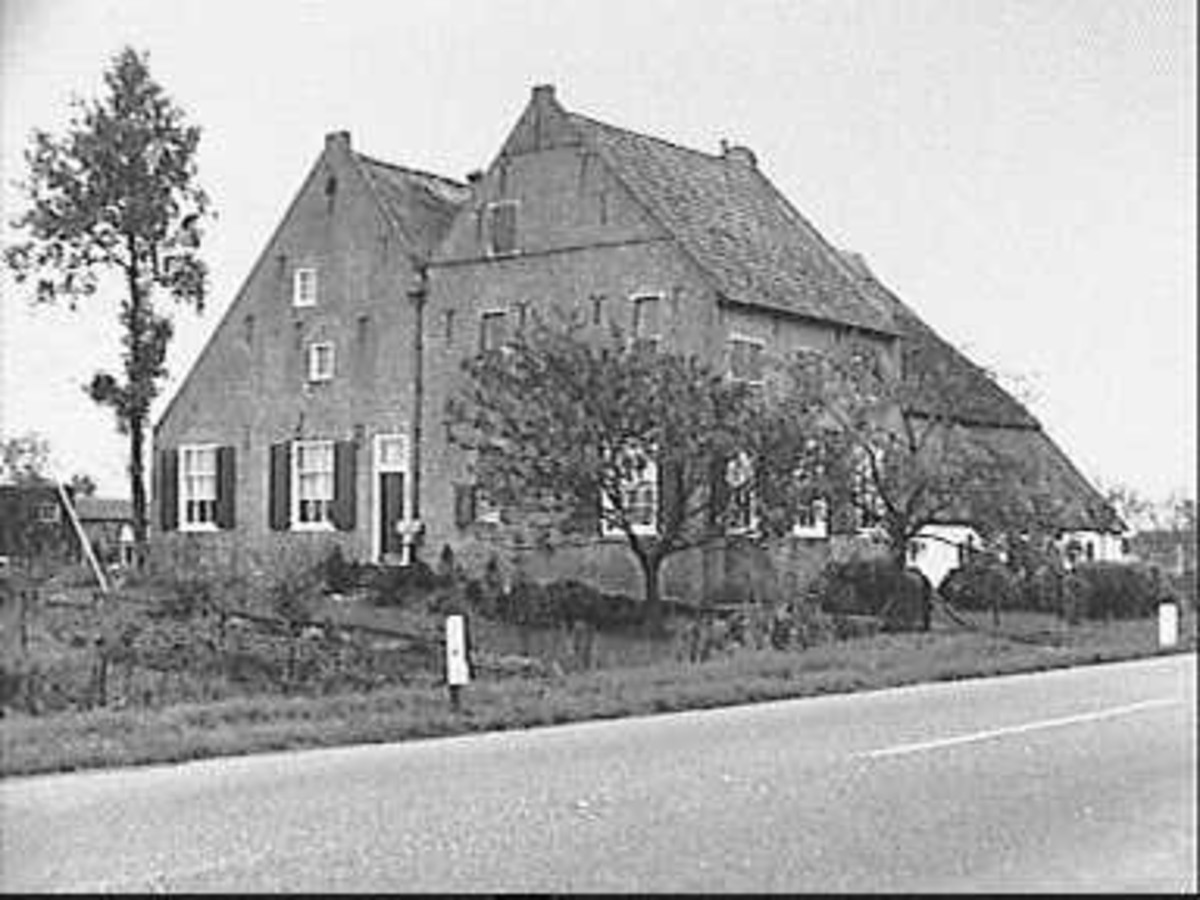
Hamerden in 1968
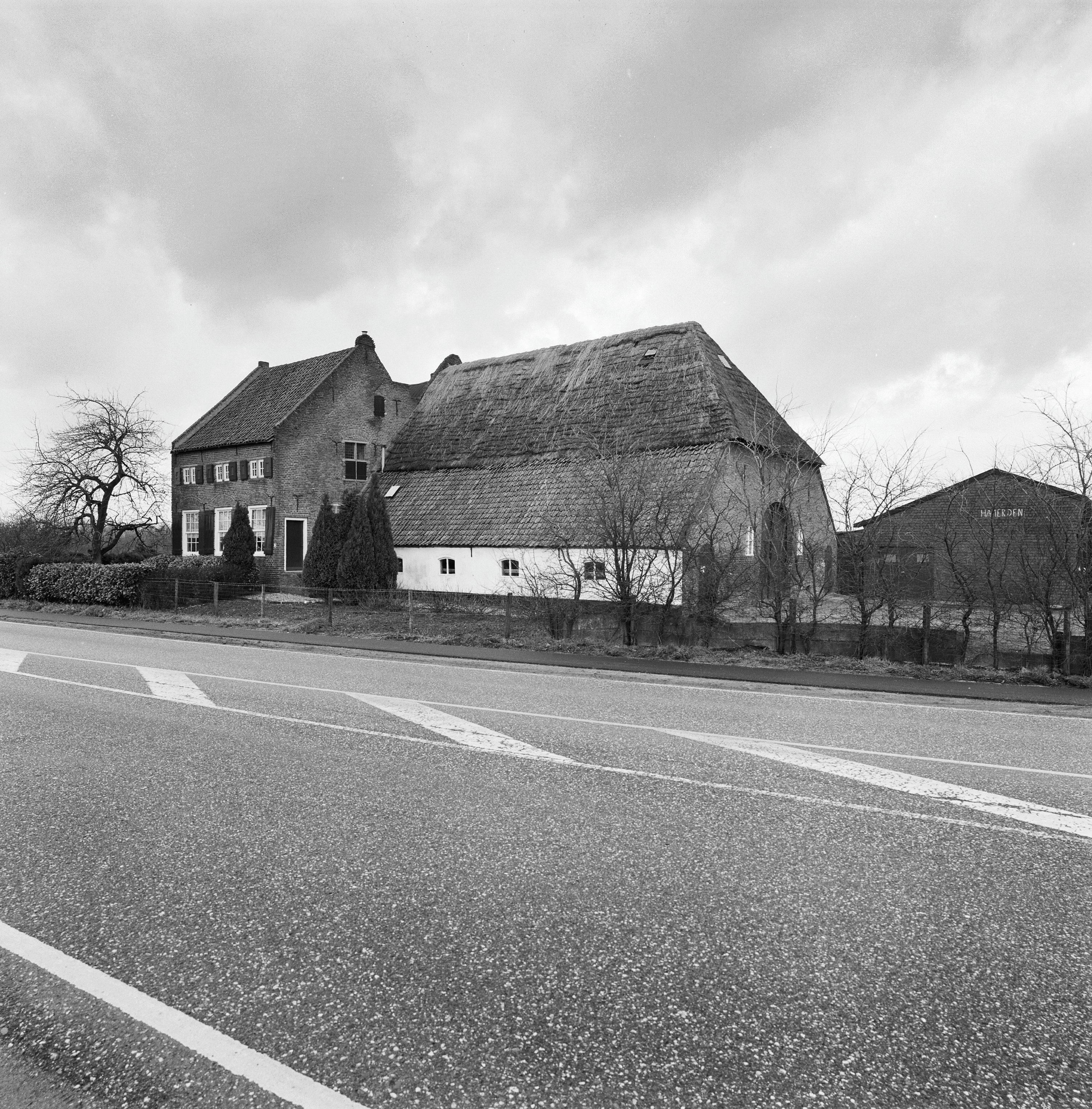
Overzicht achtergevel met schuur en rechter zijgevel, in 1999
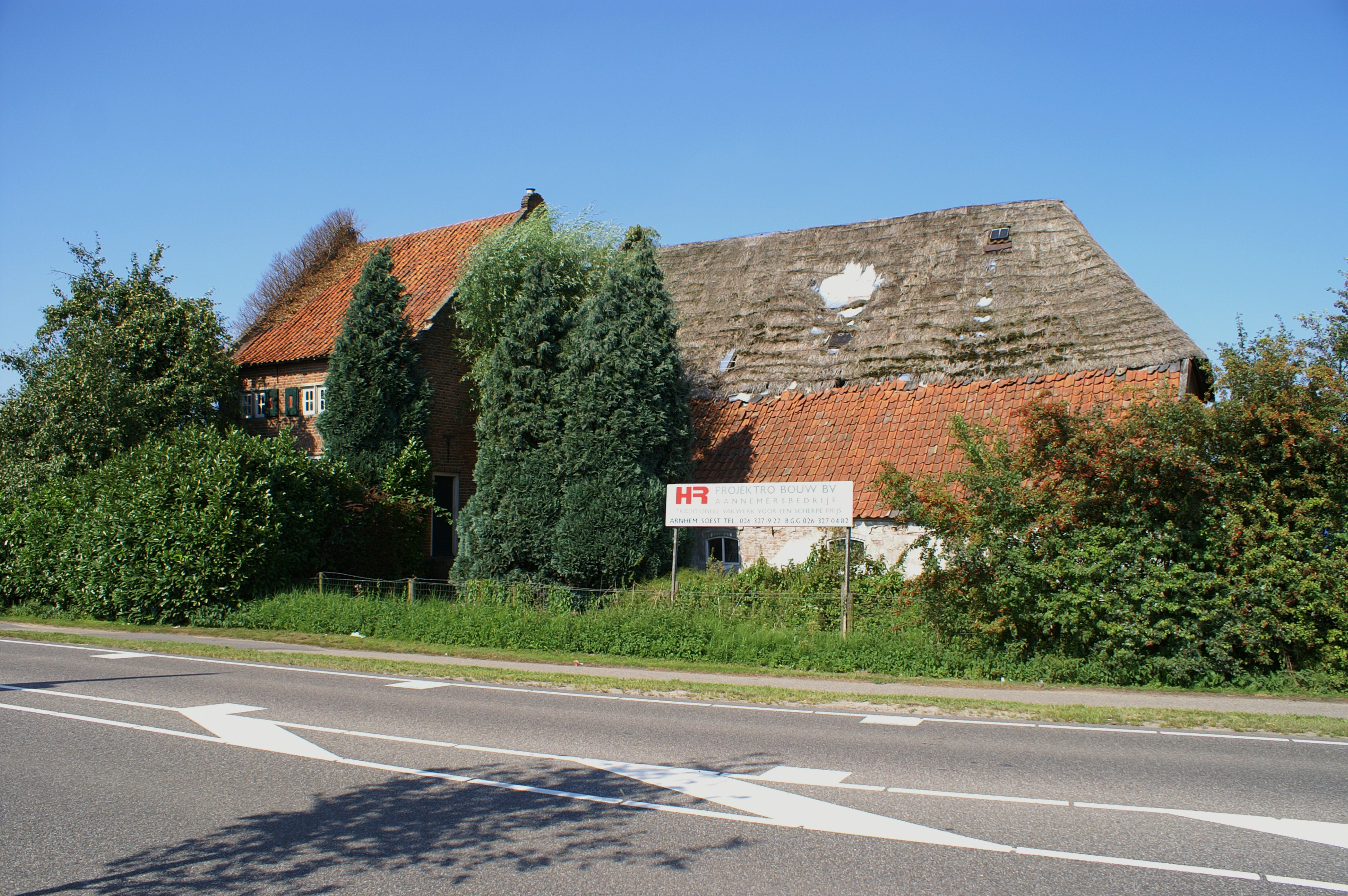
Hamerden in 2009
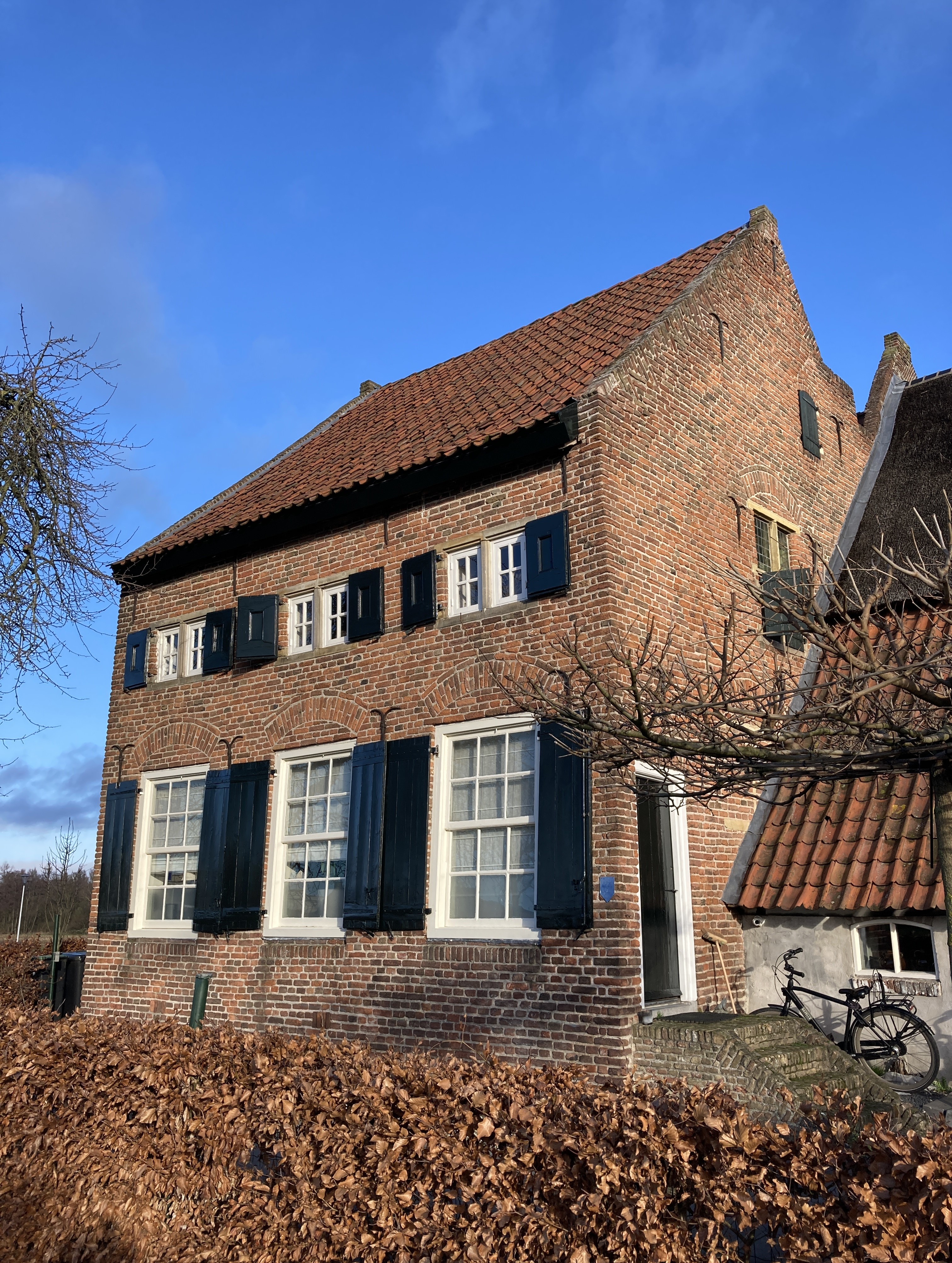
Huis Hamerden in 2023

Aalst · Aardenburg · Acquoy · Aerdt · Agistaldaburg · Ahof · Aldenhaag · Aller · Ambe · Ammersoyen · Ampsen · Andelst · Angeroyen · Appelburg · Appelse walburg · Appeltern · Arler · Baak · Babberich · Baer · Baerle · Bakerbosch · Balgoij · Barlham · Batenburg · Beek · Beerenclaauw · Bemmel · Bevervoorde · Bergh · Biljoen · Bingerden · Blankenborg (Laren) · Blankenborg · Blauwe Huis · Blokhuis (Ravenswaaij) · Boelenham · Boetselaersborg · Borculo · Boswaai · Brakel · Den Brakel · Den Bramel · Bredevoort · Broekhuizen · Bronkhorst · Bruchem · Bruinhorst · Brunsberg · Bulkestein · Bunswaard · Burcht van Tiel · Buren · De Buurse · Byland · Byvanck · Caetshage · Camphuysen · De Cannenburch · de Cloese · Coldenhove · Culemborg · Dedinckweerd · Delwijnen · Didam · Diepenbroek · Hof te Dieren · Huis Dijck · Dikke Tinne · Doddendaal · Dodewaard · Doornenburg · Doornik · Doorwerth · Dooyenburg · Dorth · Doseburg · Drakenburg · Dreumel · Druten · Duivelshuis · Eerbeek · De Ehze · Elburg · Eldrik · Emmerik · Engelenburg · Groot Engelenburg · Engelrode · Enghuizen · Enspijk · De Essenburgh · Essenpas · Est · Fokkinck · Gameren · Geerestein · Geldermalsen · De Gelderse Toren · Geldersweerd · Gellicum · Gendt · Gennepestein · Glindhorst · Goudenstein · ‘s-Grevenhoef · Groot Hell · Groenlo · Groesbeek · Huis te Groesbeek · Grunsfoort · Gulden Spijker · Hackfort · Hackforts Veenhuis · Hagen · Hagevoort · Hamerden · Hanepol · Harreveld · Harslo · Hassink · Het Haveke · Hedel · Heeckeren · De Heegh · Hees · De Heest · Hellouw · Hemmen · Hernen · Motte van Hernen · Heumen · Heusden · Hoekelum · Hoekenburg · De Hoeve · De Hof · Hof d'Ooy · Hof van Arkel · Huis het Holt · Holthuis · Het Holtslag · Ter Horst · Houberg · St. Hubertus · Huissen · Hulhuizen · Hulkestein · Hulsen · Hunneschans bij De Duno · Hunneschans bij Uddel · Jonker Bloo · 't Joppe · De Kamp · Karssenberg · Kemnade · Keppel · Kermestein · Kernhem · Kervel · Kiefskamp · De Kinkelenburg · Klein Enghuizen · Kleverburg · Kortenhoeve · Laag Helbergen · Lakenburg · Landfort · Langen · Latenstein · De Lathmer · Lathum · Ter Lede · Leegpoel · Leemcuyl · Leeuwen · Leeuwenbergh · Lensenburg · Lent · Leur · Leuvenum · Leyenburg · Lichtenvoorde · Lievenstein · Loenen · Loevestein · Loil · Loowaard · Luynhorst · Hof te Maasbommel · Magerhorst · Malburgen · Malderburcht · Malsen · Manhorst · Marhulsen · De Marsch · Marveld · Mathena · Maurik · Medel · Medestein · 't Medler · Meinerswijk · De Mellard · Mensink · Mergelp · Meteren · 't Meyerink · Middachten · Millingen · Mussenberg · Nagelhorst · Nederhagen · Nederhemert · Neerijnen · Huis Neerijnen · De Nesch · Nettelhorst · Nieuwe Blokhuis ·  Nijburg · Nijenbeek · Old Putten · Notenstein · Nye Huis · Olde Spijker · Oldenaller · Oldenhof (Driel) · Oldenhof (Heteren) · De Ooij · Oolde · Oud Oolde · Oosterhout · Ophemert · Opijnen · Oud Ampsen · Oude Blokhuis · Het Oude Loo · Oude Voorst · Oudenborch · Oud-Wisch · Huis te Overasselt · Overeng · Overhagen · Overlaar · 't Oye · Palmestein · De Parck · Persingen · Plekenpol · Ploen · Pluimenburg · Poederoijen · Poelwijck · Poelwijk · De Pol (Dreumel) · Huis de Poll (Huis te Gietelo) · De Poll (Huissen) · Pollenbering · Pollenstein · Puttenstein · Het Raasink · Ravenhorst · De Rees · Ressen · Reuversweerd · Reygersfoort · Rhijnestein · Huis Rijswijk · Rode Toren · Roode Wald · Rosande · Rosendael · Rossum · Rumpt · Ruurlo · Rijsselt · Schadewijk · Schaffelaar · Scherpenzeel · Schoonbroek · Schoonderbeek · Schoonenburg · Schuilenburg · Schuilkerke · Hof te Seelbeek · Sevenaer I · Sevenaer II · Sinderen (Oude IJsselstreek) · Sinderen (Voorst) · Slangenburg · Sleeburg · Slimsijp · De Snor · Soelen · Spaansweerd · Spaldorp · Spijk · Staverden · Sterkenburg · Swanepol · Tarthorst · Teisterbant (Kerk-Avezaath) · Teisterbant (Kerkdriel) · Ter Dicke · Tolhuis · Tolhuis (Tiel) · Tollenburg · Tongerlo · Toren van Wely · Tuil · Ubbergen · Uilenburg (Ewijk) · Uilenburg (Heteren) · Ulenpas · Ulft · Upladen · Valburg · Valkhofburcht · Valkhofpalts · Vanenburg · Varik · Hof te Varsseveld · 't Velde · Velhorst · Verwolde · Vierakker · De Voorst · Voorstonden · Vorden · Vosbergen · Vredenburg · Vredestein (Driel) · Vredestein (Ravenswaaij) · Vuren · Waardenburg · Waddestein · Wadenoijen · Waede · Wageningen · Walfort · 't Waliën · De Wardt · Watergoor · Watermeerwijk · Wayenstein (Huis te Herwijnen) · Well (Huis van Malsen) · Weijenrade · Westenburg · Westerholt · Weurt · De Wiersse · Wijenburg (Echteld) · De Wildenborch · De Wildt · Wilp · Wilperhorst · Winssen · Wisch · Wychen · Wolfswaard · Woolbeek · Yrst · IJzendoorn · Zeeland · Zilveren Spijker · Zuilichem · Zwaluwenburg · Zwanenburg (Heerde) · Zwanenburg (Megchelen)